# Novoanninskij
Novoanninskij (rusky Новоа́ннинский) je město ve Volgogradské oblasti v Ruské federaci. Při sčítání lidu v roce 2010 měl bezmála osmnáct tisíc obyvatel.

## Poloha a doprava
Novoanninskij leží na severozápadně Volgogradské oblasti na levém, jižním břehu Buzuluku, přítoku Chopjoru v povodí Donu. Od Volgogradu, správního střediska oblasti, je vzdálen přibližně 250 kilometrů.
Nejbližší města v okolí jsou Urjupinsk pětapadesát kilometrů severozápadně a Michajlovka čtyřiašedesát kilometrů jihovýchodně.
Přes město prochází železniční trať z Lipecku do Volgogradu.

## Dějiny
Od 14. století byla nedaleko kozácká stanice nazývaná Annenskaja (Анненская). Když byla koncem 19. století vybudována železniční trať z Lipecku do Caricynu, byla na ní několik kilometrů východní od původního sídla postavena železniční stanice a kolem ní vzniklo staniční osídlení, které bylo nazváno Novoanninskij. To získalo v roce 1956 status města.